# Banana bond

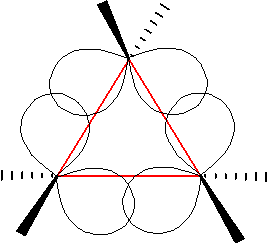
Uno dei primi modelli molecolari del ciclopropano, Coulson-Moffitt (1947).

In chimica organica, un banana bond (letteralmente legame a banana) è un tipo di legame covalente piegato, la cui geometria ricorda la forma di una banana.
Questo tipo di legami è tipico di molecole cicliche con anello piccolo, come ad esempio il ciclopropano (C3H6).
I banana bond sono un tipo particolare di legame chimico in cui il normale stato di ibridazione dei due atomi costituenti il legame è alterato per poter consentire una particolare geometria della molecola. Legami di questo genere sono tipici di composti con elevata tensione angolare come il ciclopropano, l'ossirano e l'aziridina, il ciclobutene e il ciclobutano.
In questi composti gli atomi non possono legarsi con il tipico angolo di legame di 109,5° previsto dall'ibridazione sp3. Nel ciclopropano, ad esempio, l'aumento del carattere p nell'ibridazione del carbonio fino a sp5 (1/6 di carattere s e 5/6 di carattere p) rende possibile ridurre gli angoli di legame a 60°. Di conseguenza, nei legami carbonio-idrogeno aumenta il carattere s: l'angolo HCH aumenta (115,1°).
Nel ciclopropano la massima densità elettronica tra due atomi di carbonio adiacenti non si trova sull'asse internucleare, ma un po' spostata esternamente e l'angolo interorbitale è di 104°. Questo piegamento verso l'esterno può essere osservato sperimentalmente dalle mappe di densità elettronica tramite diffrazione a raggi X di alcuni derivati del ciclopropano. La lunghezza dei legami carbonio-carbonio è, seppur lievemente, minore della lunghezza di legame tipica degli alcani: 151 pm contro 153 pm.
Nel ciclobutano l'anello è più grande, ma i suoi legami sono comunque piegati. In questa molecola gli angoli di legame sarebbero di 90° per la conformazione planare attesa, ma lo scheletro tetraatomico reale è piegato alternativamente lungo una delle diagonali (molecola flussionale), per alleviare la tensione torsionale. Ne risulta un angolo CCC di 88°. A differenza del ciclopropano, qui i legami carbonio-carbonio sono leggermente più lunghi rispetto agli alcani, ciò è dovuto alla repulsione sterica. In termini di reattività, il ciclobutano è molto meno reattivo del ciclopropano, ma può essere idrogenato a n-butano, reazione tipica degli alcheni, ma non degli alcani.